# جان هاسبروک وان ولک
جان هاسبروک وان ولک (به هلندی: John Hasbrouck Von Vleck) (زاده ۱۳ مارس، ۱۸۹۹—مرگ اکتبر ۲۷، ۱۹۸۰) فیزیک‌دان و ریاضی‌دان آمریکایی بود که در سال ۱۹۷۷ جایزه نوبل فیزیک برای کارهایی که در زمینهٔ سیستم‌های مغناطیسی و سیستم‌های نامنظم انجام داد به او اهدا شد.